# 고난시 (고치현)
고난시(일본어: 香南市)은 일본 고치현에 있는 시이다. 시명은 시역이 구 가미군 남부를 차지하는 것에서 유래한다.

## 지리
고치현 중부에 위치하고 도사만에 접한다.

## 역사
- 2006년 3월 1일 - 가미군의 아카오카정, 가가미정, 노이치정, 야스정, 요시카와촌이 합병(신설 합병)해 탄생했다.

## 교통

### 철도
- 도사쿠로시오 철도 아사선

### 도로
- 국도 제55호선

## 인구
| 연도 | 인구   | ±%     |
| ---- | ------ | ------ |
| 1950 | 35,987 | —      |
| 1960 | 30,429 | −15.4% |
| 1970 | 26,570 | −12.7% |
| 1980 | 28,493 | +7.2%  |
| 1990 | 30,664 | +7.6%  |
| 2000 | 32,639 | +6.4%  |
| 2010 | 33,836 | +3.7%  |